# Twix
Il Twix® è una barretta di cioccolato prodotta da Mars, Inc., consistente di un biscotto lungo, ripieno di caramello e ricoperto di cioccolato al latte. Essendo leggermente più piccolo delle tradizionali barrette di cioccolata, il Twix viene normalmente venduto con due pezzi in un'unica confezione. Il Twix nacque nel Regno Unito nel 1967, ed introdotto negli Stati Uniti nel 1979.
Il Twix fu ribattezzato Raider in Austria, Belgio, Danimarca, Finlandia, Francia, Germania, Grecia, Italia, Lussemburgo, Paesi Bassi, Polonia, Portogallo, Spagna, Svezia, Svizzera, Ungheria e Norvegia per molti anni, prima che il suo nome originale fosse ripristinato nel 1991 (nel 2000 in Finlandia, Danimarca, Norvegia, Svezia e Turchia) per avere uniformità internazionale. Nell'America del nord il Twix è prodotto a Cleveland, nell'Ohio.

## Varianti

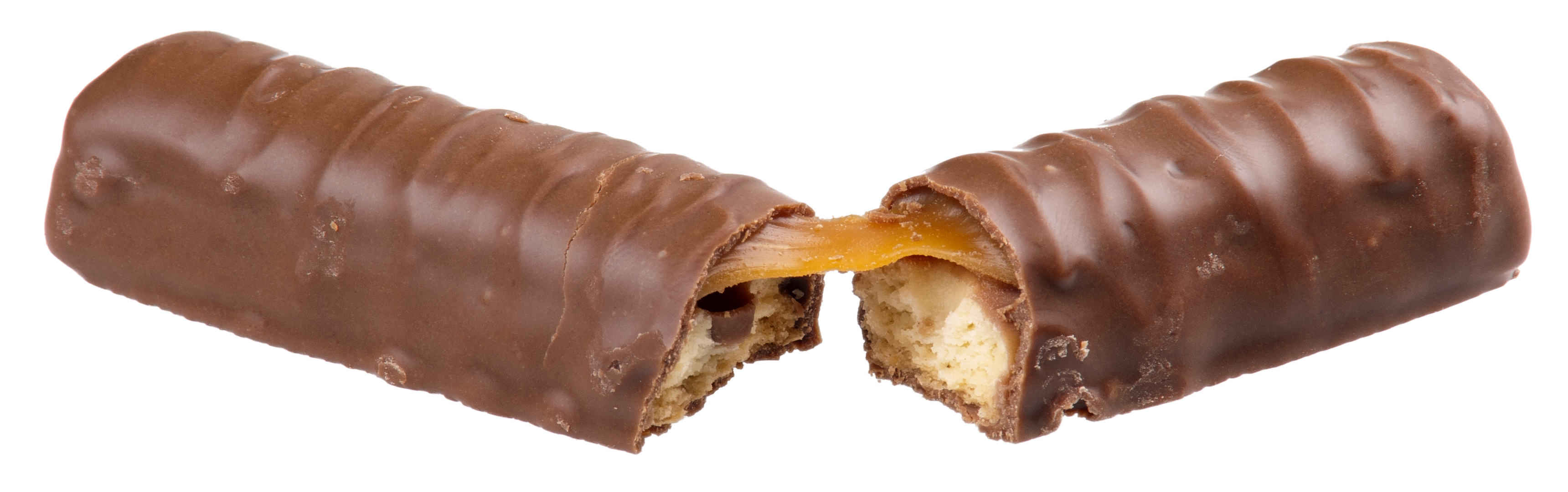
Sezione di un Twix

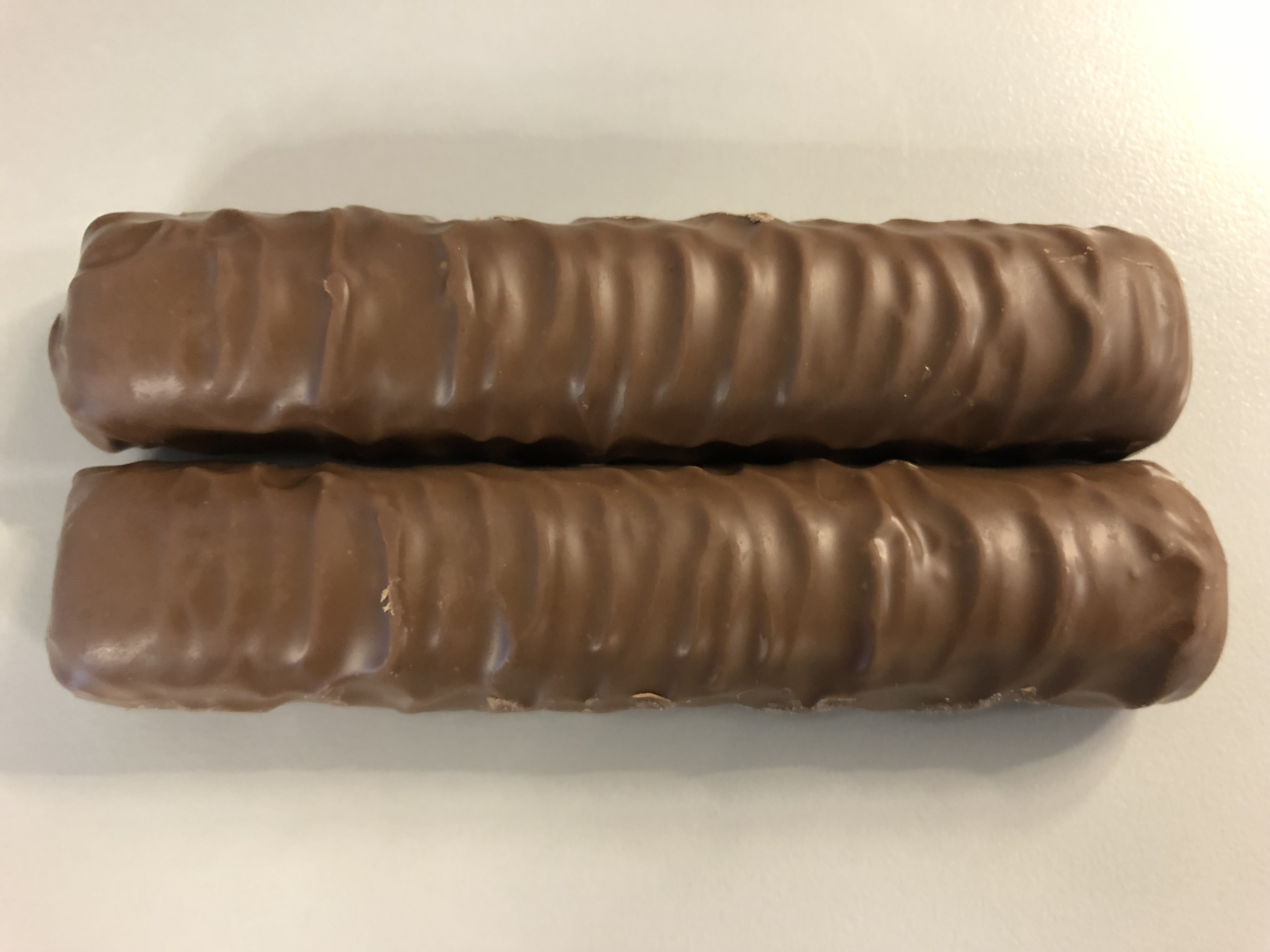
Twix estratto dalla confezione

- Peanut Butter Twix (1983-1997 e 2000 ad oggi, USA)
- Twix Tea Breaks (anni ottanta, UK)
- Twix Miniatures (anni novanta, Europa)
- Cookies-n-Creme Twix (1990)
- Chocolate Fudge Twix (1990)
- Triple chocolate (1991, UK, US e Australia, edizione limitata)
- Choc 'N' Orange Twix (1992 e 1999, UK, edizione limitata)
- King Size Twix (1994 ad oggi, UK)
- Ice Cream Twix (1995 ad oggi, UK e US)
- Chocolate Ice Cream Twix (1999, UK, edizione limitata)
- Twix Top (1999-2005, UK)
- Twix 100 Calorie Bars (Twix fino) (anni duemila, US)
- New Twix (2000 d oggi, UK, Europa)
- Twix Mint (2001, UK, edizione limitata)
- Ice Cream Twix (Pot) (2001 ad oggi, Europa)
- Orange Twix (2003, Polonia, edizione limitata)
- White Chocolate Twix (2004, UK, edizione limitata)
- Dark Chocolate Twix (2004, USA, edizione limitata)
- White Chocolate Twix (2005-2008, Europa, edizione limitata)
- White Chocolate Twix (2005, US, edizione limitata)
- Twix White (fine 2010, ITA, edizione limitata)
- Coffee Twix (2000, Asia)
- bisc& Twix (2005-2006, UK)
- bisc& Twix Top Choco (2006 ad oggi, Europa)
- Twix Pods (2006 ad oggi, Australia)
- Twix Topix (2007, Europa)
- Mint Slice Twix (2006-2007, Australia, edizione limitata)
- Twix PB (2007 ad oggi, US),[2]
- Twix Super Thick Shake (2007 ad oggi, UK, Irlanda)
- Twix Java (2008, USA)
- Dark Chocolate Twix (2008-2009, Europa, edizione limitata)
- Twix Cappuccino (2007, Polonia, edizione limitata).
- Twix Minis
- Treacle Twix (UK, Amsterdam, Canada)

## Curiosità
- Compare anche nel film Planet 51;
- Compare nella serie televisiva I sopravvissuti (1975, nella 3ª stagione);
- Compare come Raider nella serie televisiva I ragazzi della 3ª C. Main sponsor dell'intera seconda stagione, cui era legato un concorso: ogni puntata aveva una scena in cui lo snack veniva consegnato ad uno dei protagonisti. Bisognava indicare tale personaggio per partecipare: in palio c'erano viaggi e provini per entrare a far parte del cast[3];
- Compare come Twix nella serie televisiva This is Us (episodio 2x06);
- Compare nella serie Dark (2017) come Raider.